# In Order to Survive: Live/Shapeshifter
In Order to Survive: Live/Shapeshifter ist ein Jazzalbum von William Parker und seiner Band mit Rob Brown, Cooper-Moore und Hamid Drake. Die Aufnahmen entstanden am 14. Juli 2017 im Veranstaltungsort ShapeShifter Lab in Brooklyn und erschienen am 5. Juli 2019 bei AUM Fidelity.

## Hintergrund
William Parker gründete 1993 In Order to Survive, seine erste Gruppe im Comboformat. Neben dem Schlagzeugstuhl, den Denis Charles und Susie Ibarra abwechselnd innehatten, bevor Hamid Drake im 21. Jahrhundert einwechselte, gehörte der Saxophonist Rob Brown zu den Mitgliedern, außerdem der Pianist Cooper-Moore. Die Gruppe veröffentlichte in den 1990er Jahren drei von der Kritik gefeierte Alben, darunter das Studioalbum Compassion Seizes Bed-Stuy (1996) und die Live-Alben The Peach Orchard (1998) und Posium Pendasem (1999), bevor sie dann bis 2012 pausierten, als sie beim Vision Festival wieder auftraten. Im Oktober 2016 betraten sie zum ersten Mal seit 1995 wieder ein Studio, und es entstand die Hälfte des 2017 erschienenen Doppelsets Meditation/Resurrection. Anschließend wurden zwei Nächte im ShapeShifter Lab in Brooklyn gebucht, um live aufzutreten. Live/Shapeshifter präsentiert die gesamte Musik der zweiten Nacht.

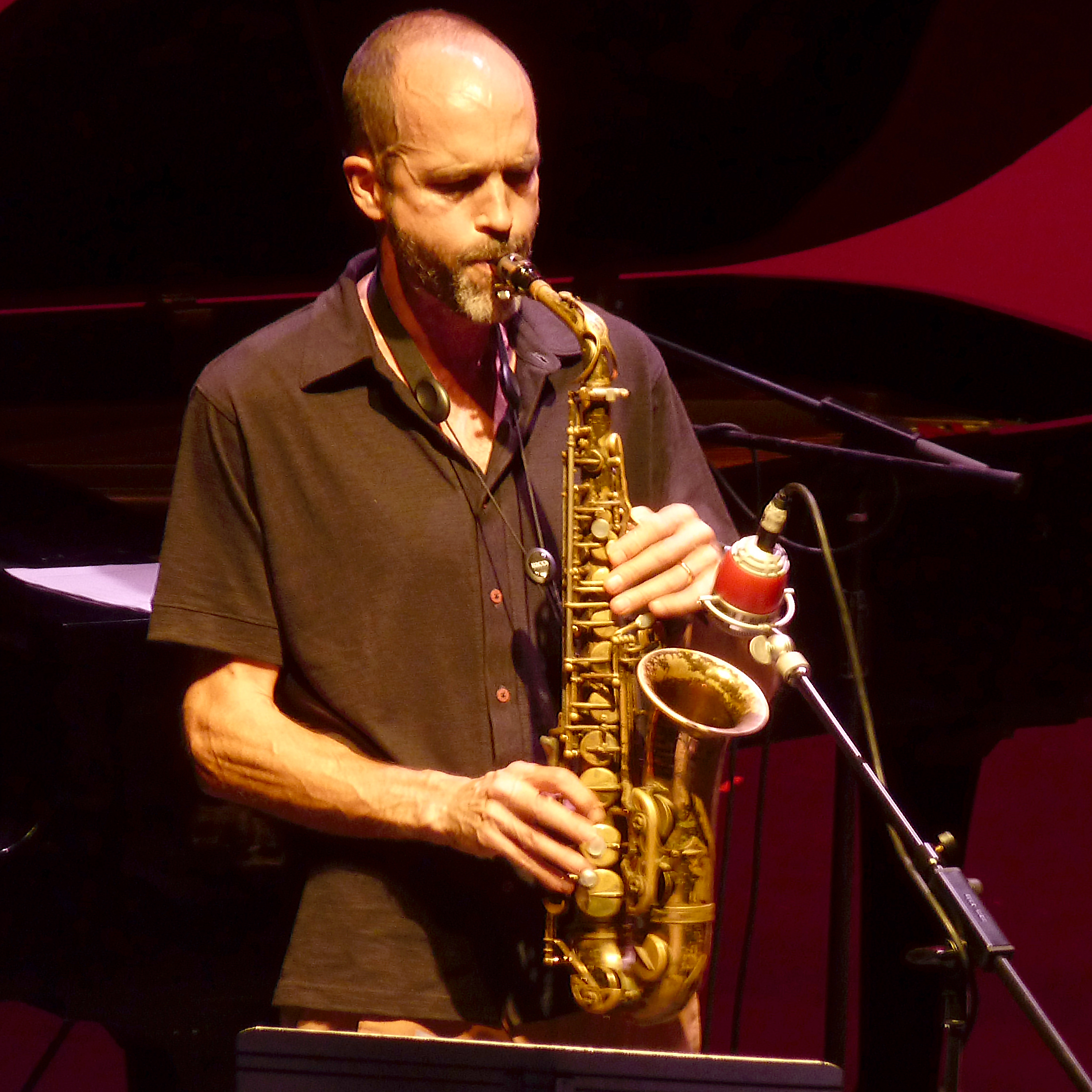
Rob Brown

Diese CD ist eine Live-Aufnahme von zwei Sets; das erste Set ist die Suite Eternal is the Voice of Love, die aus fünf Tracks besteht, und das zweite Set besteht aus sechs Tracks, darunter Newark, das Parker für Grachan Moncur III geschrieben hat, einem frühen Mitglied der Gruppe. Auf diesem Doppelalbum spielt William Parker zusammen mit Rob Brown am  Altsaxophon, Cooper-Moore am Klavier und Hamid Drake am Schlagzeug.

## Titelliste
- William Parker, Rob Brown, Cooper-Moore, Hamid Drake – In Order to Survive: Live/Shapeshifter (AUM Fidelity – AUM 110/111)[3]
- CD 1 – 1st Set: Eternal Is the Voice of Love
  1. I Entrance to the Tone World, 20:02
  2. II Color Against Autumn Sky, 7:31
  3. III If There Is a Chance, 7:14
  4. IV A Situation, 11:42
  5. V Birth of the Sunset, 5:42
- Alle Kompositionen stammen von William Parker, Rob Brown, Cooper-Moore und Hamid Drake
- CD 2 – 2nd Set
  1. Demons Lining the Halls of Justice, 23:16
  2. Drum & Bass Interlude (Parker/Drake), 4:21
  3. Newark (For Grachan Moncur III), 11:24
  4. In Order to Survive, 14:45
  5. Eternity, 4:22
- Alle anderen Kompositionen stammen von William Parker.

## Rezeption
Don Phipps vergab an das Album in All About Jazz die höchste Punktzahl von fünf Sternen und meinte, William Parker nutze die immensen Talente seiner Gruppe In Order to Survive, die sich aus langjährigen Mitarbeitern zusammensetzt, um eine Aussage über die Dynamik des freien Laufs im Spiel zu machen. Live/Shapeshifter  sei „voller Energie - wie ein Lauffeuer durch einen trockenen Wald“; dies mache die Musik von William Parker unvergesslich. Parker habe durch seine Innovationen und durchdachten Kreationen seinen eigenen Flügel in das Pantheon des Jazz geschnitzt, einen Flügel, in dem dieses Album hoch hängen werde.
Sammy Stein schrieb im Free Jazz Blog, die erste CD sei nicht nur wegen der Schönheit der Musik bemerkenswert, sondern auch durch die inhärente Kommunikation zwischen den Mitgliedern von IOTS, die angesichts des Kalibers der Personen und der Langlebigkeit ihrer Assoziation greifbar, wenn auch nicht überraschend sei. Dies sei ein unterhaltsames Album; nahezu jede Jazz-Referenz, vom Swing bis zum Bop, sei hier vertreten, mit einigen sehr kontrollierten Hauptwerken, die gut neben frei improvisierten und individualisierten Abschnitten positioniert sind. „Das ist es, was es so gut macht – es ist das Gefühl, dass jeder Musiker seinen eigenen Teil bildet, aber sie kommen zusammen, um diesen Zusammenhalt zu schaffen, die Einheit, die gute Musik ist“, lobt Stein. „Ein Album voller Wunder in jeder Hinsicht. Wundervoll.“

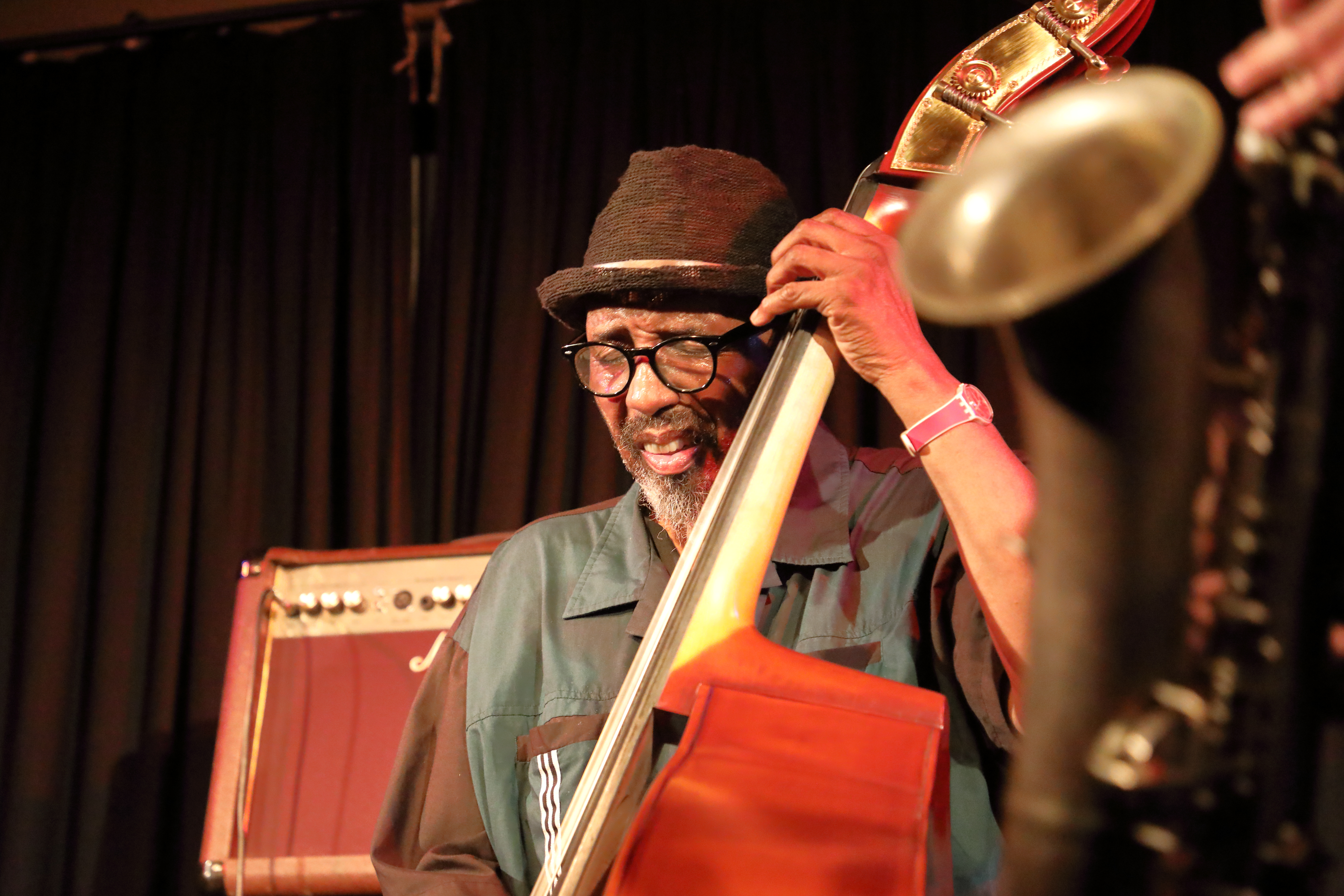
William Parker bei einem Auftritt im club W71 (2019)

Peter Margasak vergab im Down Beat lediglich 3½ Sterne und meinte, in Parkers fünfteilige Suite Eternal Is the Voice of Love, die zwischen schweren Grooves und ekstatischen Supernovas von Emotionen wechsele, ermögliche das Verhältnis und die Intuition von Parker und Drake es ihnen, sich in einen einzigen Organismus mit vier Gliedmaßen zu verwandeln, wobei sie den Rhythmus ständig neu ausrichten und das Tempo ändern. Die Muskulatur und die Sicherheit ihrer Flüssigkeitsarmatur erfordern von den anderen Spielern schnelle Silberreaktionen. Margasak hebt besonders das dem Posaunisten Grachan Moncur III gewidmete Newark hervor. Parker glaube an die transformative Kraft dieser Musik, resümiert Margasak, aber für den Zuhörer gebe es dabei Zeiten, in denen der unerbittliche Antrieb mehr betäubt als erhöht.
John Fordham, der das Album im Guardian mit vier Sternen auszeichnete, weist in seiner Rezension darauf hin, dass Parker von dem einzigartigen Pianisten Cecil Taylor (seinem ehemaligen Chef), Sun Ra und dem „Dirigenten“-Innovator Butch Morris beeinflusst wurde und aus der Jazztradition, aus den kulturellen Wurzeln Afrikas, Amerikas und aus dem europäischen Free-Jazz schöpfte. „Dies ist Musik aus der rebellischen Sensibilität der afroamerikanischen Jazz-Avantgarde der 60er Jahre - aber sie ist einladend, zeitgemäß und immer willkommen.“
Thom Jurek schrieb im AllMusic, In Order to Survive auf der zweiten CD sei das Meisterstück der Band; es werde mit Inbrunst und Freude gespielt. Die Mitglieder des Quartetts wechselten sich ab, führten und folgten mit eckigen Unterbrechungen, die durchweg überraschten. Live / Shapeshifter sei nicht nur eine willkommene Ergänzung zu den bisherigen Aufnahmen von In Order to Survive, „sondern auch ein mächtiges Dokument, das das intime Wissen dieser Spieler untereinander offenbart. Sie müssen nicht zu genau zuhören, um auf das Gespräch zu antworten oder es zu vertiefen - Respekt, Scharfsinn und Emotionen schaffen das.“